# Melatonina
A melatonina (N-acetil-5-metoxitriptamina) é uma hormona produzida por diversos animais e plantas. Em animais, é produzida e liberada pela glândula pineal. Quimicamente, é uma indolamina sintetizada a partir do triptofano (aminoácido essencial encontrado nas proteínas) e, devido ao seu caráter anfifílico, pode atravessar facilmente as membranas celulares por difusão. Em consequência, a melatonina não é armazenada no interior do pinealócito, sendo imediatamente liberada nos capilares sanguíneos que irrigam a glândula pineal após a sua formação. Assim, a secreção de melatonina depende de sua síntese, que é catalisada por quatro enzimas distintas: triptofano hidroxilase (TPH), descarboxilase de L-aminoácidos aromáticos, N-acetiltransferase (NAT) e hidroxi-indol-O-metiltransferase (HIOMT).
A glândula pineal participa na organização temporal dos ritmos biológicos, atuando como mediadora entre o ciclo claro–escuro ambiental e os processos regulatórios fisiológicos, incluindo a regulação endócrina da reprodução, regulação dos ciclos de atividade–repouso e sono–vigília, regulação do sistema imunológico, entre outros.

## Utilizações terapêuticas
Em humanos, a melatonina tem sua principal função em regular o sono; ou seja, em um ambiente escuro e calmo, os níveis de melatonina do organismo aumentam, causando o sono. Por isso é importante eliminar do ambiente quaisquer fontes de som, luz, aroma, ou calor que possam acelerar o metabolismo e impedir o sono, mesmo que não perceptíveis. Outra função atribuída à melatonina é a de antioxidante, agindo na recuperação de células epiteliais expostas à radiação ultravioleta e, através da administração suplementar, ajudando na recuperação de neurónios afectados pela doença de Alzheimer e por episódios de isquémia (como os resultantes de acidentes vasculares cerebrais).
A melatonina é também considerada segura e eficaz na prevenção ou diminuição dos sintomas de jet lag. É especialmente eficaz para quem viaja por mais de 5 zonas horárias, mas pode ser usado para qualquer viagem que ultrapasse mais do que uma zona horária para quem é mais susceptível a sintomas. Estudo clínicos constataram que a melatonina ajuda a regular o horário orgânico com mais rapidez, criando as condições necessárias para atingir mais rápido relaxamento e descanso cerebral em viajantes, trazendo rápida adaptação ao novo fuso horário.
Existem também estudos que demonstram que a melatonina age como regulador de cada uma das etapas do balanço energético: a ingestão alimentar, o fluxo de energia para e dos estoques, e o dispêndio energético.

## História
A melatonina foi primeiramente observada em conexão com o mecanismo pelo qual alguns anfíbios e répteis mudam a cor de sua pele. Já em 1917, Carey Pratt McCord e Floyd P. Allen descobriram que alimentar extratos de glândulas pineais de vacas provocavam uma coloração mais clara nos girinos por meio da contração dos melanóforos epidérmicos escuros.
Em 1958, o professor de dermatologia Aaron B. Lerner e seus colegas da Yale University, na esperança de que uma substância da pineal pudesse ser útil no tratamento de doenças de pele, isolou o hormônio de extratos da glândula pineal bovina  e deu-lhe o nome de melatonina. Em meados dos anos 70, Lynch et al. demonstraram que a produção de melatonina exibe um ritmo circadiano nas glândulas pineais humanas.
A descoberta de que a melatonina é um antioxidante foi feita em 1993. A primeira patente para seu uso como sonífero em baixas doses foi concedida a Richard Wurtman no MIT em 1995. Na mesma época, o hormônio ganhou muita atenção como um possível tratamento para muitas doenças. O New England Journal of Medicine publicou em um editorial em 2000: "Com essas recentes cuidadosas e precisas observações em pessoas cegas, o verdadeiro potencial da melatonina está se tornando evidente, e a importância do momento do tratamento está se tornando clara."
Foi aprovado para uso médico na União Europeia em 2007.

## Funções

### Ritmo circadiano
Em animais, a melatonina desempenha um papel importante na regulação dos ciclos de sono. Os níveis de melatonina em bebês humanos tornam-se regulares por volta do terceiro mês após o nascimento, com os níveis mais altos medidos entre meia-noite e 8h00 am.
A produção da melatonina é regulada pela luz solar em contato com o olho: quando há presença de luz solar, a glândula pineal inibe a produção de melatonina, com o inverso acontecendo na ausência de luz. Isso explica por que a luz artificial dos aparelhos eletrônicos prejudica o nosso sono, uma vez que o corpo interpreta a luz artificial como luz solar.
A produção de melatonina humana diminui conforme uma pessoa envelhece. Além disso, conforme as crianças se tornam adolescentes, o cronograma noturno de liberação de melatonina é adiado, levando a dormir e acordar mais tarde.

### Antioxidante
A melatonina foi relatada pela primeira vez como um potente antioxidante e eliminador de radicais livres em 1993. In vitro, a melatonina atua como um eliminador direto de radicais de oxigênio e espécies reativas de nitrogênio, incluindo {\displaystyle {\ce {OH^-}}},{\displaystyle {\ce {O_2-}}} e NO. Nas plantas a melatonina atua com outros antioxidantes para melhorar a eficácia geral de cada antioxidante.
Foi comprovado que a melatonina é duas vezes mais ativa que a vitamina E, considerada o antioxidante lipofílico mais eficaz. Por meio da transdução de sinal por meio de receptores de melatonina, a melatonina promove a regulação positiva de enzimas antioxidantes, como superóxido dismutase, glutationa peroxidase, glutationa redutase e catalase.
A melatonina ocorre em altas concentrações no líquido mitocondrial, que excedem em muito a concentração plasmática de melatonina. Devido à sua capacidade de eliminação de radicais livres, efeitos indiretos na expressão de enzimas antioxidantes e suas concentrações significativas nas mitocôndrias, vários autores indicaram que a melatonina tem uma função fisiológica importante como um antioxidante mitocondrial.
Os metabólitos da melatonina produzidos por meio da reação da melatonina com espécies reativas de oxigênio ou espécies reativas de nitrogênio também reagem e reduzem os radicais livres. Os metabólitos da melatonina gerados a partir de reações do tipo redox incluem {\displaystyle {\ce {3-hidroximelatonina}}} cíclica, {\displaystyle {\ce {N1-acetil-N2-formil-5-metoxiquinuramina (AFMK)}}} e {\displaystyle {\ce {N1-acetil-5-metoxiquinuramina (AMK)}}}.

### Sistema imune
Embora seja conhecido que a melatonina interage com o sistema imunológico, os detalhes dessas interações não são claros. Um efeito anti-inflamatório parece ser o mais relevante. Existem poucos estudos elaborados para julgar a eficácia da melatonina no tratamento de doenças. A maioria dos dados existentes é baseada em estudos pequenos e incompletos. Acredita-se que qualquer efeito imunológico positivo seja o resultado da ação da melatonina em receptores de alta afinidade (MT1 e MT2) expressos em células imunocompetentes. Em estudos pré-clínicos, a melatonina pode aumentar a produção de citocinas e, ao fazer isso, neutralizar as imunodeficiências adquiridas. Alguns estudos também sugerem que a melatonina pode ser útil no combate a doenças infecciosas, incluindo infecções virais, como HIV, e infecções bacterianas e, potencialmente, no tratamento de câncer.

## Síntese
Em animais, a biossíntese de melatonina ocorre por meio de hidroxilação, descarboxilação, acetilação e uma metilação começando com L-triptofano. A melatonina é sintetizada principalmente na glândula pineal, especificamente pelos pinealócitos, tendo como precursor o aminoácido essencial triptofano.
O triptofano sofre a ação da enzima triptofano hidroxilase (TPH), que o transforma em 5-hidroxitriptofano, que por sua vez sofre a ação da descarboxilase, que o transforma em serotonina (5-hidroxitriptamina), e esta então é transformada em N-acetilserotonina pela enzima aril-alquil-n-acetiltransferase (AANAT), que por fim sofre a ação da hidroxi-indol-oxi-metiltransferase (HIOMT), que a transforma em melatonina (N-acetil-5-metoxitriptamina).
A melatonina também é sintetizada em outros órgãos do corpo humano, como na pele e trato gastrointestinal, porém nesses casos ela não é liberada da corrente sanguínea, sendo usada localmente como antioxidante.
A meia-vida da melatonina na corrente sanguínea em humanos é de aproximadamente 44 minutos. Uma vez na corrente sanguínea, ela é encaminhada ao fígado, que a metaboliza e a transforma em 6-sulfatoximelatonina, que posteriormente é excretada na urina. A taxa de 6-sulfatoximelatonina na urina é diretamente proporcional à síntese de melatonina, sendo um bom indicador para exames não invasivos.